# Vittjärnen (Grangärde socken, Dalarna, 667258-143484)
Vittjärnen är en sjö i Ludvika kommun i Dalarna och ingår i Norrströms huvudavrinningsområde.